# GNU Affero General Public License

Das Lizenzlogo der AGPLv3

Die GNU Affero General Public License (AGPL) ist eine Lizenz für freie Software mit Copyleft, bei der die Nutzer der Software eine Downloadmöglichkeit für den Quelltext selbst dann erhalten müssen, wenn die Software nur auf einem Server als Dienst betrieben, also nicht direkt zum Download angeboten wird. Dadurch schließt die AGPL das ASP-Schlupfloch der GNU General Public License.

## ASP-Schlupfloch
Bei der GNU General Public License (GPL) gibt es die als ASP-Schlupfloch (englisch ASP loophole) bezeichnete Lücke, nach der Unternehmen, die eine GPL-Software nur im Hosting bzw. als Application Service Provider (ASP) anbieten, den Quelltext nicht weitergeben müssen. Dadurch hat das Unternehmen ein Monopol auf alle Erweiterungen und Verbesserungen, die es in die Software einbaut, da weder Konkurrenten noch Nutzer, die die Software selbst betreiben wollen, einen Rechtsanspruch auf sie haben. Bei der GPL besteht nur bei der Weitergabe der ausführbaren Datei ein Rechtsanspruch auf den Quelltext.
Die AGPL schließt dieses Schlupfloch, indem sie auch den Anwendern, die die Software über ein Netzwerk nutzen, eine Downloadmöglichkeit für den Quelltext garantiert.

## Lizenztext
Die AGPL basiert auf dem Lizenztext der GPL, erweitert um den Abschnitt 13, der das ASP-Schlupfloch schließt und die Kompatibilität von GPL v3 und AGPL v3 sicherstellt: Die Verbindung von Code unter den Lizenzen GPL v3 und AGPL v3 ist möglich, die zusätzliche Verpflichtung zur Veröffentlichung der Quelltexte der AGPL trifft dann aber auch jene Teile, die unter der GPL stehen.
Die Free Software Foundation (FSF) favorisiert die Verwendung der AGPL gegenüber der GPL. Ursprünglich gab es Pläne, eine entsprechende Klausel direkt in der GPL v3 zu integrieren, das wurde von vielen Anwendern jedoch als unpraktikabel abgelehnt.

## Geschichte
Die GNU AGPL v3 (Ausgabe 3, englisch version 3) ist eine öffentliche Lizenz der FSF. Die Vorgängerausgaben (AGPL v1 und v2) wurden von der Firma Affero veröffentlicht, wenn auch mit Unterstützung der FSF, und sind daher nicht mit den entsprechenden Ausgaben der GNU GPL verträglich. Die AGPL v2 ist jedoch aufwärtskompatibel zur GNU AGPL v3, da sie eine entsprechende Klausel enthält. Diese Klausel ist auch der Grund für die Beibehaltung des Namens „Affero“ in der offiziellen GNU-Version der Lizenz.

## Software unter AGPL
Eine Auswahl an Software, welche unter der AGPL-Lizenz stehen:
- Anki – Lernkartei-Programm (für Fremdsprachen, aber auch für andere Inhalte)
- Bacula – Datensicherungsprogramm, speziell für Daten in einem Rechnernetz mit heterogenen Clients (Linux, Unix, macOS und Windows)
- CiviCRM – CRM für Non-Profit-Organisationen
- Diaspora – dezentrales soziales Netzwerk (Software für das verteilte System)
- Friendica – dezentrales soziales Netzwerk
- Ghostscript – Programmierschnittstelle zur Darstellung und zum Drucken von PostScript- und PDF-Inhalten
- Grafana – Datenvisualisierung
- iteraplan – Werkzeug für das Management der Unternehmensarchitektur; in der CommunityEdition Open Source
- iText – Programmierschnittstelle (in und für Java) zur Erzeugung und Bearbeitung von PDF-, HTML- und RTF-Dateien
- Launchpad – Kollaborationssoftware
- Lichess – Schachserver
- MinIO S3 – Bucket basierter Storage Server
- Mastodon – dezentraler Mikrobloggingdienst
- Nuclos – Open-Source-ERP-Baukasten
- Nextcloud – freie Filehosting-Software, Fork von ownCloud
- ownCloud – freie Filehosting-Software
- PHP-Fusion – Content-Management-System für den Einsatz mit der Datenbank MySQL
- privacyIDEA – Zwei-Faktor-Authentifizierungs-System
- Proxmox VE – Open-Source-Virtualisierungsplattform
- RapidMiner – Data-Mining-Suite
- Shopware – Open-Source-Onlineshop-Software (zusätzlich als kommerzielle Variante erhältlich)
- StatusNet – Mikroblogging-System (ehemals Laconica)
- SugarCRM – CRM-Software (Community Edition ab Version 6.0 unter den Bedingungen der AGPL v3, vorher GPL v3)[1]
- Threema – Sicherer Messenger
- Tine 2.0 – Groupware und CRM-Projekt (webbasiert)
- Univention-Corporate-Server-Managementsystem für die Enterprise-Distribution[2]
- VNDB - Datenbank für Visual Novels[3]
- Wire – Sicherer Messenger
- Zarafa – ein Groupware-Server
- Zotero – ein Literaturverwaltungsprogramm

## Ehemalige Software unter AGPL
- MongoDB – Dokumentenorientierte NoSQL-Datenbank (bis Oktober 2018 unter AGPLv3, danach Server Side Public License (SSPL)[4])